# 韦尔比耶音乐节
韦尔比耶音乐节（Verbier Festival）是位于瑞士韦尔比耶的国际音乐节，创办于1994年。该音乐节的宗旨是，帮助古典音乐界的青年才俊与成名艺术家建立联系。

## 简介
韦尔比耶音乐节每年七月举办，持续17天，吸引数万名观众来到瑞士西南部的滑雪胜地韦尔比耶，因此被称为音乐界的达沃斯论坛。音乐节期间，每天在不同地点有免费音乐会和露天表演，韦尔比耶音乐节学院（Verbier Festival Academy）帮助年轻音乐家通过大师课等渠道获得指点，还有机会和著名指挥同台演出。
音乐节现有三支乐团：韦尔比耶音乐节乐团（Verbier Festival Orchestra）、韦尔比耶音乐节室内乐团（Verbier Festival Chamber Orchestra）、韦尔比耶音乐节青年乐团（Verbier Festival Junior Orchestra），分别由夏尔·迪图瓦、陶卡奇-瑙吉·加博尔、丹尼尔·哈丁指挥。